# Apiro
Apiro je italská obec v provincii Macerata v oblasti Marche.
V roce 2012 zde žilo 2 359 obyvatel.

## Sousední obce
Cingoli, Cupramontana (AN), Matelica, Poggio San Vicino, San Severino Marche, Serra San Quirico (AN), Staffolo (AN)

## Vývoj počtu obyvatel
Zdroj: 